# NGC 4624
NGC 4624 (NGC 4664, NGC 4665) é uma galáxia espiral barrada (SB0-a) localizada na direcção da constelação de Virgo. Possui uma declinação de +03° 03' 19" e uma ascensão recta de 12 horas, 45 minutos e 06,1 segundos.
A galáxia NGC 4624 foi descoberta em 23 de Fevereiro de 1784 por William Herschel.